# Forces terrestres d'Ouzbékistan
Les forces terrestres ouzbèkes sont la composante terrestre des forces armées de la République d'Ouzbékistan. En activité depuis l'effondrement de l'Union soviétique en 1991, l'armée est composée d'unités de l'ancienne armée soviétique qui se trouvaient sur le territoire de l'Ouzbékistan. En 2006, elle comptait environ 40 000 personnes actives. Une grande partie du matériel utilisé est également du vieux matériel soviétique, et le gouvernement de l'Ouzbékistan n'a pas déployé beaucoup d'efforts pour le remplacer par du matériel moderne.

## Organisation

### Districts

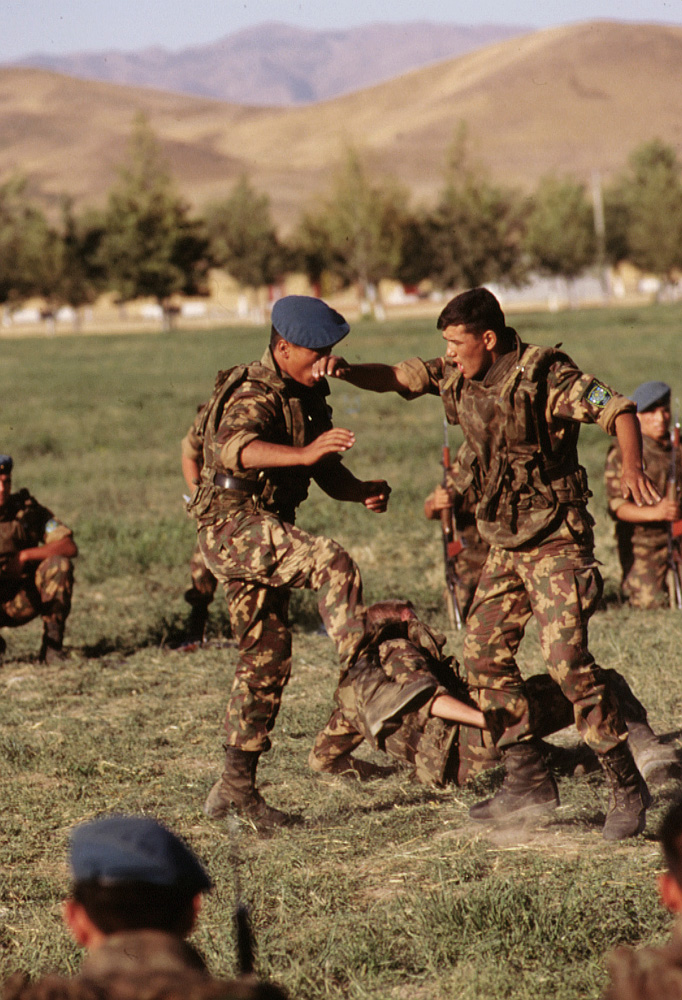
Les soldats ouzbeks pratiquent des manœuvres au corps à corps

L'armée comprend cinq districts militaires : le district militaire du nord-ouest à Noukous, le district militaire spécial du sud-ouest à Karshi, le district militaire central à Dzhizak et le district militaire oriental à Ferghana. En 2001, la garnison de Tachkent a été transformée en district militaire de Tachkent.
| Formation                               | Emplacement du siège social | Remarques                                                                                 |
| --------------------------------------- | --------------------------- | ----------------------------------------------------------------------------------------- |
| District militaire du Nord-Ouest        | QG de Noukous               | Karakalpakstan, province de Xorazm                                                        |
| District militaire spécial du sud-ouest | QG Karshi                   | Province de Qashqadaryo, Province de Surxondaryo, Province de Boukhara, Province de Navoï |
| Région militaire Centre                 | QG Dzhizak                  | Province de Dzhizak, Province de Samarqand, Province de Sirdaryo                          |
| Région militaire Est                    | QG de Ferghana              | Province de Fergana, Province d'Andijan, Province de Namangan                             |
| Région militaire de Tachkent            | QG Tachkent                 | Province de Tachkent, créée en 2001                                                       |

### Spécialités
- Unités de fusils motorisés
- Forces de chars
- Forces d'opérations spéciales
- Reconnaissance
- Ingénierie
- Unités chimiques
- Communication
- Unités de guerre électronique
- Logistique
- Topogéodétique[3]

## Liste des formations
Il existe quatre brigades de fusiliers motorisés et la 17e brigade d'assaut aérien à Fergana (l'ancien 387e régiment d'entraînement aéroporté des forces aéroportées soviétiques). Des brigades motorisées sont implantées autour de Boukhara, Samarqand, Termez, Noukous et Andijan. Les brigades subordonnées énumérées ci-dessous ont été attribuées aux différents districts militaires, soit parce qu'elles sont situées dans la même ville que l'état-major du district militaire, soit parce qu'elles relèvent clairement de la zone de responsabilité des districts militaires.

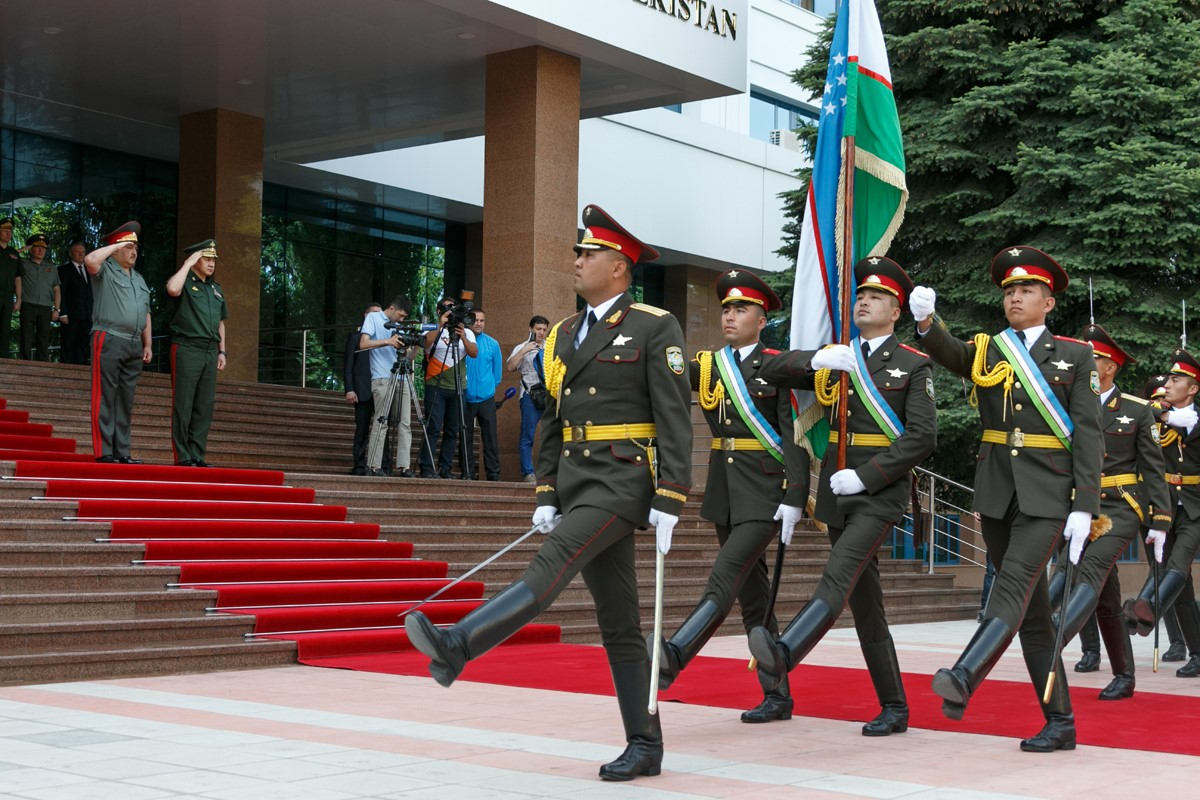
Le bataillon de la garde d'honneur du ministère de la Défense.

### Quartier général de l'armée (Tachkent)
- Bataillon de la garde d'honneur de la région militaire de Tachkent
- Brigade du Génie
- Bataillon des forces spéciales de la Région militaire Est "Lynx"[5],[6]

### Armée régulière
- Régiment d'entraînement (Chirchik)
- 387e Régiment d'entraînement aéroporté[4]
- 17e brigade d'assaut aérien à (Fergana) - Composée de 5 000 soldats, était autrefois la 105e division aéroportée de Vienne de la garde soviétique[7].
- 1ère brigade de fusiliers motorisés (Chirchik)
- 2e brigade de fusiliers motorisés (Samarqand)
- 3e brigade de fusiliers motorisés (Termez)
- 25e brigade de fusiliers motorisés (Karshi, unité militaire n°08579)
- 37e brigade de fusiliers motorisés (Andijan)
- 15e brigade indépendante des forces spéciales
- Régiment de chars (Ahangaran)

## Installations
- Terrain d'entraînement de Kattakurgan[8],[9],[10]
- Terrain d'entraînement de Gurumsaray[11]
- Zone d'entraînement de Farish Mountain[12]
- Terrain d'entraînement de Shorsu[12]
- Terrain d'entraînement d'Angren[12]
- Terrain d'entraînement du Nuristan[12]
- Terrain d'entraînement de Termez[12]
- Terrain d'entraînement de Noukous[12]

## Exercices

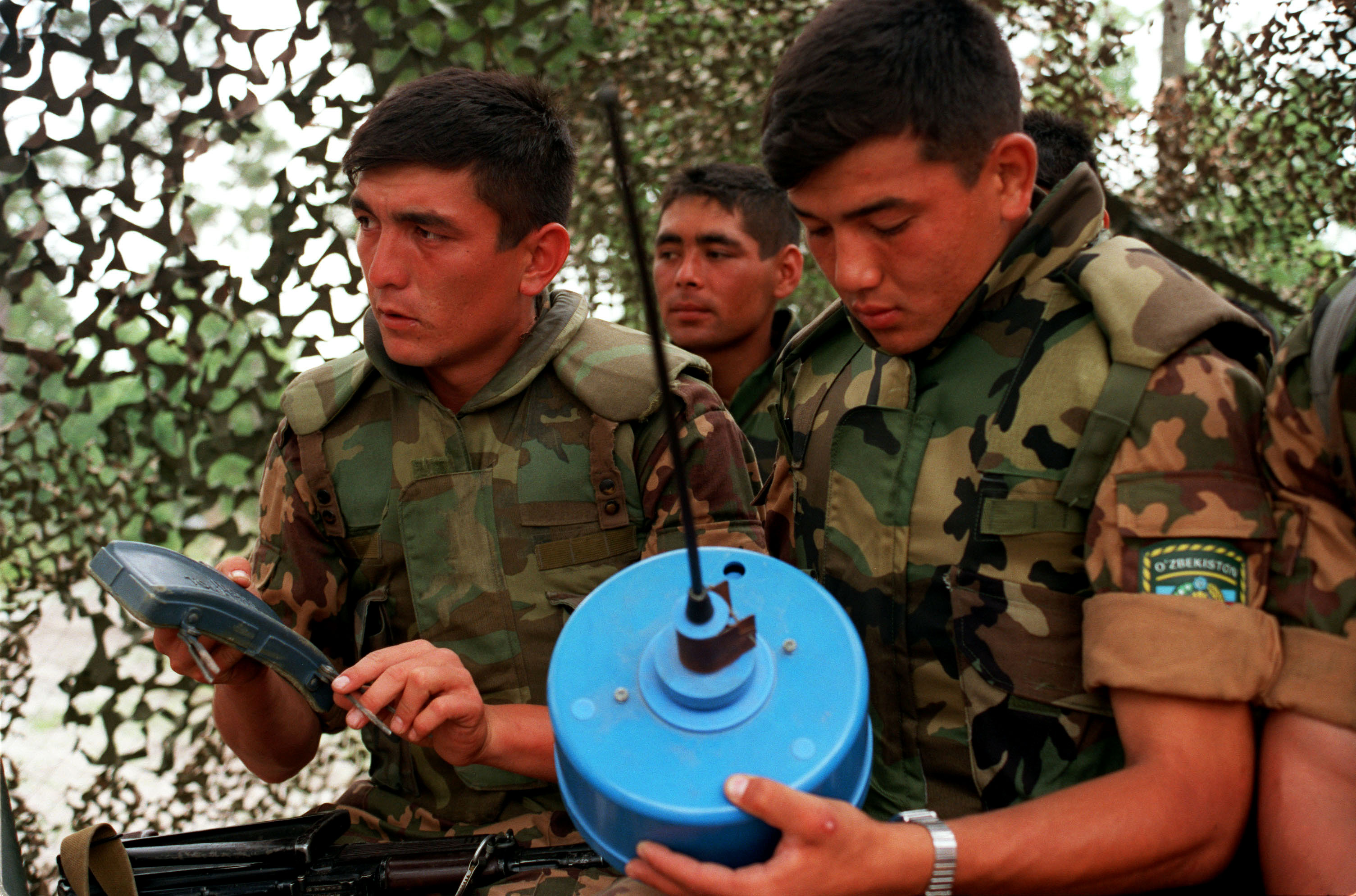
Soldats ouzbeks lors de l' exercice Cooperative Osprey '98

Les troupes ouzbèkes ont participé à l'exercice Cooperative Osprey 96 du Partenariat pour la paix à Camp Lejeune en Caroline du Nord, organisé par le Corps des Marines des États-Unis. Ils ont ensuite également participé à l'exercice Cooperative Osprey 98.
En septembre 2004, le Royal Welsh Regiment (aujourd'hui 3e bataillon The Royal Welsh) de l'armée britannique a participé avec le bataillon de maintien de la paix de l'armée ouzbèke à l'exercice "Timurlane Express" dans la zone d'entraînement de Farish Mountain. Il s'agissait d'un exercice d'entraînement de trois semaines parrainé par l'OTAN.

## Équipement
Les armes légères des forces armées ouzbèkes seraient notamment l'AKM, l'AK-74, le fusil de précision SVD Dragunov, le pistolet Makarov PM et le PK.
| Equipements                             | Equipements   | Equipements      | Equipements                                | Equipements      |
| Modèle                                  | Photo         | Origine          | Type                                       | Quantité en 2023 |
| Armes légères                           | Armes légères | Armes légères    | Armes légères                              | Armes légères    |
| --------------------------------------- | ------------- | ---------------- | ------------------------------------------ | ---------------- |
| Makarov PM                              |               | Union soviétique | Pistolet semi-automatique                  | N/C              |
| Fort-12                                 |               | Ukraine          | Pistolet semi-automatique                  | N/C              |
| AKM                                     |               | Union soviétique | Fusil d'assaut                             | N/C              |
| AK-74                                   |               | Union soviétique | Fusil d'assaut                             | N/C              |
| AKS-74U                                 |               | Union soviétique | Fusil d'assaut                             | N/C              |
| RPK-74                                  |               | Union soviétique | Fusil mitrailleur                          | N/C              |
| PKM                                     |               | Union soviétique | Fusil mitrailleur                          | N/C              |
| SVD                                     |               | Union soviétique | Fusil de précision                         | N/C              |
| Anti chars                              |               |                  |                                            |                  |
| RPG-7                                   |               | Union soviétique | Lance roquette                             |                  |
| SPG-9                                   |               | Union soviétique | Canon sans recul                           |                  |
| MT-12 Rapira                            |               | Union soviétique | Canon anti chars                           | 36               |
| Char de combat principal                |               |                  |                                            |                  |
| T-72                                    |               | Union soviétique | Char de combat principal                   | 70               |
| T-64B/MV                                |               | Union soviétique | Char de combat principal                   | 100              |
| T-62M/MV                                |               | Union soviétique | Char de combat principal                   | 170              |
| Véhicule de combat d'infanterie         |               |                  |                                            |                  |
| BMP-1                                   |               | Union soviétique | Véhicule de combat d'infanterie            | 180 (en stock)   |
| BMP-2                                   |               | Union soviétique | Véhicule de combat d'infanterie            | 270              |
| BTR-82A                                 |               | Russie           | Véhicule de combat d'infanterie            | 100              |
| BMD-1                                   |               | Union soviétique | Véhicule de combat d'infanterie aéroportée | 120              |
| BMD-2                                   |               | Union soviétique | Véhicule de combat d'infanterie aéroportée | 9                |
| BRM-1K                                  |               | Union soviétique | Véhicule de reconnaissance                 | 6 (en stock)     |
| Véhicule de mobilité d'infanterie       |               |                  |                                            |                  |
| Oshkosh M-ATV                           |               | États-Unis       | Véhicule de mobilité d'infanterie, MRAP    | 4                |
| International MaxxPro                   |               | États-Unis       | Véhicule de mobilité d'infanterie, MRAP    | 50               |
| Typhoon-K                               |               | Russie           | Véhicule de mobilité d'infanterie, MRAP    | 5                |
| Nurol Ejder (4x4 version)               |               | Turquie          | Véhicule de mobilité d'infanterie          | 24               |
| GAZ Tigr                                |               | Russie           | Véhicule de mobilité d'infanterie          | N/C              |
| Cougar (MRAP)                           |               | Royaume-Uni      | Véhicule de mobilité d'infanterie          | 7                |
| Véhicule blindé de transport de troupes |               |                  |                                            |                  |
| BTR-60                                  |               | Union soviétique | Véhicule blindé de transport de troupes    | 24               |
| BTR-70                                  |               | Union soviétique | Véhicule blindé de transport de troupes    | 25               |
| BTR-80                                  |               | Union soviétique | Véhicule blindé de transport de troupes    | 210              |
| BTR-D                                   |               | Union soviétique | Véhicule blindé de transport de troupes    | 50               |
| Véhicule de reconnaissance              |               |                  |                                            |                  |
| BRDM-1                                  |               | Union soviétique | Véhicule de reconnaissance                 | 6                |
| BRDM-2                                  |               | Union soviétique | Véhicule de reconnaissance                 | 13               |
| Défense aérienne                        |               |                  |                                            |                  |
| QW-18                                   |               | Chine            | MANPADS - SATCP                            | N/C              |
| Artillerie                              |               |                  |                                            |                  |
| BM-21 Grad                              |               | Union soviétique | Lance roquettes multiple - 122 mm          | 60               |
| BM-27 Uragan                            |               | Union soviétique | Lance roquettes multiple - 220 mm          | 48               |
| 2S1 Gvozdika                            |               | Union soviétique | Obusier automoteur - 122 mm                | 18               |
| 2S3 Akatsiya                            |               | Union soviétique | Obusier automoteur - 152 mm                | 17               |
| 2S9 Nona                                |               | Union soviétique | Canon mortier automoteur - 120 mm          | 54               |
| 2S5 Giatsint-S                          |               | Union soviétique | Obusier automoteur - 152 mm                | N/C              |
| 2S7 Pion                                |               | Union soviétique | Obusier automoteur - 203 mm                | 48               |
| D-30                                    |               | Union soviétique | Obusier - 122 mm                           | 60               |
| 2A36 Giatsint-B                         |               | Union soviétique | Obusier - 152 mm                           | 140              |
| 2B11 Sani                               |               | Union soviétique | Mortier - 120 mm                           | 5                |
| 2S12 Sani                               |               | Union soviétique | Mortier - 120 mm                           | 19               |
| M-120                                   |               | Union soviétique | Mortier - 120 mm                           | 18               |
| Logistique et génie                     |               |                  |                                            |                  |
| Maxxpro ARV                             |               | États-Unis       | Véhicule de dépannage                      | 20               |
| UAZ-469                                 |               | Union soviétique | Véhicule utilitaire léger                  |                  |
| ZIL-131                                 |               | Union soviétique | Camion                                     |                  |